# Garbiñe Muguruza
Garbiñe Muguruza Blanco (wym. [ɡaɾˈβiɲe muɣuˈɾuθa ˈβlaŋko], ur. 8 października 1993 w Caracas) – hiszpańska tenisistka, zwyciężczyni French Open 2016 i Wimbledonu 2017 oraz finalistka Wimbledonu 2015 i Australian Open 2020 w konkurencji gry pojedynczej, triumfatorka kończącego sezon turnieju WTA Finals 2021, liderka rankingu WTA od 11 września do 8 października 2017.

## Kariera tenisowa

### Lata 2008–2010
Pierwszy meczem Muguruzy rozegranym w zawodach cyklu WTA Tour było spotkanie w eliminacjach turnieju w Barcelonie w czerwcu 2008 roku. Przegrała wówczas w pierwszej rundzie z Mariją Kondratjewą 5:7, 0:6. Jako piętnastolatka doszła w maju 2009 roku do finału turnieju ITF w Antalyi, ulegając w meczu mistrzowskim Amandzie Carreras 5:7, 5:7. Swój pierwszy turniej tenisowy wygrała na ceglanych kortach podczas turnieju ITF w Vinaròs w grudniu 2009 roku. W lutym 2010 roku dwukrotnie grała w turniejach ITF na Majorce. W pierwszym przegrała w finale, a tydzień później pokonała w meczu mistrzowskim Katarzynę Kawę 3:6, 6:2, 6:0, odnosząc drugie zwycięstwo turniejowe. Sezon 2010 zakończyła na 432. miejscu w rankingu WTA Tour.

### Sezon 2011
W sezonie, w którym otrzymała status profesjonalny, doszła po raz drugi do finału turnieju ITF w Antalyi (marzec 2011), przegrywając z Réką Lucą Jani 2:6, 1:6. W kwietniu wygrała trzeci turniej rangi ITF w Torrent. Do końca sezonu wystąpiła jeszcze w pięciu finałach zawodów tej rangi, z których wygrała trzy. We wrześniu w Mestre w finale rozgrywek spotkała się po raz pierwszy w karierze z zawodniczką sklasyfikowaną w pierwszej setce rankingu WTA Tour, Moną Barthel, z którą przegrała 5:7, 2:6. Dzięki pokonaniu Elicy Kostowej w listopadowym finale turnieju w Benicarló 7:6(3), 6:7(4), 6:3 awansowała na 249. miejsce rankingu WTA.

### Sezon 2012
W marcu przeszła przez eliminacje i dotarła aż do finału turnieju ITF w Clearwater (Floryda), w którym pokonała Grace Min 6:0, 6:1. Dzięki temu sukcesowi otrzymała dziką kartę do turnieju WTA Premier Mandatory w Miami. W turnieju po raz pierwszy pokonała zawodniczkę z czołowej dziesiątki rankingu – w drugiej rundzie zwyciężyła dziewiątą rakietę świata Wierę Zwonariową 6:4, 6:3. W trzeciej rundzie ograła Flavię Pennettę 6:2, 1:6, 7:6(6), a w czwartej powstrzymała ją czwarta na świecie Agnieszka Radwańska 3:6, 2:6. Dzięki temu sukcesowi awansowała z 208. pozycji rankingu WTA Tour na 144. miejsce. W kwietniu ponownie otrzymała dziką kartę do turnieju w Barcelonie, w którym została pokonana w drugiej rundzie przez szesnastą zawodniczkę świata Julię Görges 5:7, 7:5, 2:6. Tydzień później przeszła przez eliminacje do turnieju w Fezie, w którym doszła do ćwierćfinału, przegrywając w nim z późniejszą mistrzynią Kiki Bertens 1:6, 4:6.
W maju przegrała w trzeciej rundzie eliminacji do French Open, a w czerwcu w drugiej do Wimbledonu. W lipcu ponownie wystąpiła w finale turnieju ITF w Bukareszcie, w którym wygrała między innymi z Iriną-Camelią Begu i Alizé Cornet. Mecz mistrzowski przegrała z Maríą-Teresą Torró-Flor 3:6, 6:4, 4:6. W sierpniu po raz pierwszy wystąpiła w głównej drabince turnieju wielkoszlemowego, ulegając w pierwszej rundzie US Open Sarze Errani 3:6, 7:6(6), 1:6. Później jednak zanotowała gorsze występy: porażka w pierwszej rundzie w Seulu, przegrane eliminacje w Tokio i Pekinie.

### Sezon 2013
W styczniu 2013 roku zdobyła pierwszy tytuł deblowy cyklu WTA Tour. Osiągnęła go w Hobart, gdzie razem z Maríą-Teresą Torró-Flor pokonały parę Tímea Babos–Mandy Minella 6:3, 7:6(5).

### Sezon 2014
W 2014 roku zwyciężyła w Hobart, tym razem w singlu. W meczu mistrzowskim pokonała Klárę Zakopalovą 6:4, 6:0. W marcu w finale we Florianópolis przegrała z Zakopalovą 6:4, 5:7, 0:6. Pod koniec kwietniu triumfowała w zawodach gry podwójnej w Marrakeszu. W maju osiągnęła finał zawodów deblowych WTA Premier Mandatory w Madrycie – razem z Carlą Suárez Navarro uległy parze Sara Errani–Roberta Vinci 4:6, 3:6. Kolejny deblowy triumf zanotowała w Stanford, gdzie razem z Suárez Navarro pokonały Paulę Kanię i Kateřinę Siniakovą wynikiem 6:2, 4:6, 10–5. We wrześniu w Tokio przegrały 2:6, 5:7 z Carą Black i Sanią Mirzą.

### Sezon 2015
W 2015 roku Hiszpanki osiągnęły finał turnieju rangi WTA Premier 5 w Dubaju, w którym nie sprostały Babos i Mladenovic 3:6, 2:6. W maju powtórzyły ubiegłoroczny rezultat z Madrytu, tym razem przegrywając 3:6, 7:6(4), 5–10 z parą Casey Dellacqua–Jarosława Szwiedowa. W zawodach w Birmingham w meczu mistrzowskim triumfowały 6:4, 6:4 nad Andreą Hlaváčkovą i Lucie Hradecką. Na Wimbledonie Muguruza pokonała cztery wyżej rozstawione zawodniczki: Angelique Kerber, Caroline Wozniacki, Timeę Bacsinszky i Agnieszkę Radwańską, by w spotkaniu o tytuł ulec Serenie Williams 4:6, 4:6. We wrześniowych zawodach WTA Premier w stolicy Japonii razem z Suárez Navarro pokonały Chan Hao-ching i Chan Yung-jan 7:5, 6:1 w meczu finałowym.
Podczas zawodów w Wuhanie Hiszpanka dotarła do finału, przegrywając w nim z Venus Williams. Wkrótce potem triumfowała w Pekinie, w spotkaniu mistrzowskim wygrywając z Timea Bacsinszky 7:5, 6:4. Dzięki zwycięstwu awansowała na 4. miejsce w rankingu WTA Tour, najwyższe w dotychczasowej karierze, a także zakwalifikowała się do kończącego sezon turnieju w Singapurze.
W fazie grupowej WTA Finals Hiszpanka pokonała kolejno Lucie Šafářovą 6:3, 7:6(4), Angelique Kerber 6:4, 6:4 i Petrę Kvitovą 6:4, 4:6, 7:5, dzięki czemu zajęła pierwsze miejsce w grupie i awansowała do półfinału turnieju. Przegrała w nim z Agnieszką Radwańską 7:6(5), 3:6, 5:7. W rozgrywkach deblowych razem z Suárez Navarro przegrały w finale 0:6, 3:6 z Martiną Hingis i Sanią Mirzą.
Sezon zakończyła na trzecim miejscu w rankingu singlowym WTA Tour.

### Sezon 2016
Muguruza rozpoczęła sezon w Brisbane, ale zakończyła zawody po 2. rundzie z powodu kontuzji stopy. Po tygodniu przerwy w startach Hiszpanka uczestniczyła w Australian Open, dochodząc do 3. rundy. Wygrywając dwa singlowe pojedynki pomogła swojej reprezentacji pokonać Serbię w spotkaniu II Grupy Światowej wynikiem 4:0.
W Dubaju tenisistka w pierwszym pojedynku uległa Elinie Switolinie. Lepiej spisała się w turnieju w Dosze, gdzie doszła do ćwierćfinału. Następnym turniejem dla Hiszpanki były zawody w Indian Wells, w którym uległa w pierwszym meczu reprezentantce gospodarzy Christinie McHale. Na turnieju tej samej rangi w Miami Muguruza dotarła do 4. rundy, przegrywając z późniejszą zwyciężczynią rozgrywek Wiktoryją Azaranką.
Część tego sezonu na nawierzchni ziemnej zawodniczka zaczęła od występu w barażach do Grupy Światowej Pucharu Federacji, gdzie w grze pojedynczej zanotowała dwa wygrane pojedynki. Parę dni później wzięła udział w halowych zawodach w Stuttgarcie, odpadając w ćwierćfinale po trzysetowym pojedynku z Petrą Kvitovą. W przełomie kwietnia i maja grała jeszcze w Madrycie, lecz uległa Rumunce Irinie-Camelii Begu. Później po raz pierwszy w tym roku awansowała do półfinału imprezy WTA w Rzymie.
Dwa tygodnie później we French Open na inaugurację przegrała pierwszy set ze Słowaczką Anną Schmiedlovą, by kolejne dwa sety padły łupem tenisistki z Caracas. Od tego momentu wygrała 14 kolejnych setów z rzędu, w tym również zwycięskie spotkanie finałowe z Sereną Williams. Dzięki wygranej z Amerykanką zrewanżowała się za porażkę na ubiegłorocznym Wimbledonie, zostając pierwszą Hiszpanką od 1998 roku, która wygrała zawody w Paryżu (Arantxa Sánchez Vicario). W tygodniowym rankingu WTA Tour singlistek opublikowanym 6 czerwca Muguruza awansowała na pozycję wiceliderki, najwyższe jak dotąd w karierze.

### Sezon 2017
Sezon 2017 Muguruza rozpoczęła w Brisbane, gdzie rozstawiono ją z numerem 4. Doszła do półfinału po trzysetowym zwycięstwie nad Samanthą Stosur i Darją Kasatkiną oraz po pokonaniu 7:5, 6:4 Swietłany Kuzniecowej. W półfinale z Alizé Cornet skreczowała z powodu kontuzji. W Australian Open pokonała Marinę Erakovic, Samanthę Crawford, Anastasiję Sevastovą oraz Soranę Cîrsteę, docierając do ćwierćfinału, w którym przegrała z Coco Vandeweghe.
W turnieju w Dosze pokonała Çağlę Büyükakçay, po czym uległa Zhang Shuai w trzech setach. Kreczowała w pierwszym meczu w Dubaju z powodu kontuzji. W Indian Wells dotarła do ćwierćfinału, po drodze pokonując Kirsten Flipkens, Kaylę Day i Elinę Switolinę. W czwartej rundzie zawodów w Miami w meczu z Caroline Wozniacki kolejny raz w tym sezonie kreczowała z powodu choroby.
Muguruza zanotowała słaby okres gry na nawierzchni ziemnej, przegrywając w pierwszych meczach w Stuttgarcie i Madrycie odpowiednio z Anett Kontaveit i Timeą Bacsinszky. W Rzymie osiągnęła półfinał, w którym skreczowała w meczu z Eliną Switoliną z powodu urazu szyi. W turnieju na kortach Rolanda Garrosa broniła ubiegłorocznego tytułu. Odpadła w czwartej rundzie, pokonana w trzech setach przez faworytkę gospodarzy Kristinę Mladenovic.
Wygrała Wimbledon dzięki finałowemu zwycięstwu nad Venus Williams 7:5, 6:0, po drodze eliminując m.in. Angelique Kerber czy Swietłanę Kuzniecową.
W Toronto przegrała w ćwierćfinale z późniejszą zdobywczynią tytułu Switoliną 6:4, 4:6, 3:6. Tydzień później, w Cincinnati, sięgnęła po trofeum, pokonując w półfinale liderkę rankingu Karolína Plíškovą 6:3, 6:2 oraz w meczu mistrzowskim wiceliderkę Simonę Halep 6:1, 6:0. Podczas US Open przegrała w czwartej rundzie z Petrą Kvitovą, ale i tak zapewniła sobie pozycję liderki rankingu WTA.

### Sezony 2018-2022
W sezonie 2018 wygrała jeden turniej: Monterrey Open 2018. W turniejach wielkoszlemowych najdalej dotarła w French Open, gdzie przegrała dopiero w półfinale. Zakończyła sezon 2018 na 18. miejscu.
W sezonie 2019 nie wygrała żadnego turnieju, zaś w turniejach wielkoszlemowych najlepiej zaprezentowała się w French Open, docierając do 4. rundy. Zakończyła sezon 2019 na 36. miejscu.
W sezonie 2020 zanotowała powrót do dobrej dyspozycji, osiągając na początku roku swój czwarty finał wielkoszlemowy w Australian Open (przegrała z Sofią Kenin). Spośród innych turniejów dotarła do ćwierćfinałów w Dubaju i Katarze i półfinału w Rzymie. Zakończyła sezon na 15. miejscu.
W sezonie 2021 zaczęła finałami w Yarra Valley Classic (Melbourne) i Katarze. Następnie zwyciężyła w turnieju w Dubaju, odnosząc pierwsze zwycięstwo od Monterrey w 2018. Wygrała również w Chicago Classic. Po udanym roku zakwalifikowała się do WTA Finals 2021, które to zawody wygrała, zdobywając swoje pierwsze mistrzostwo WTA Finals. Zakończyła sezon na 3. miejscu.
Sezon 2022 to zdecydowana obniżka formy i pasmo porażek, często w pierwszych rundach. Największy sukces to ćwierćfinał w Katarze. Sezon zakończyła, po raz pierwszy od 2013 roku, poza pierwszą pięćdziesiątką rankingu.

### Sezon 2023 i przerwa
Sezon 2023 rozpoczęła nieudanie, przegrywając w pierwszych rundach turniejów  Australii (w tym pierwsza porażka w 1. rundzie Australian Open od debiutu w 2013 r.). 
Po przegraniu szóstego meczu z rzędu od września 2022 Garbiñe Muguruza ogłosiła, że robi sobie przerwę od tenisa i wycofuje się z turniejów, najpierw na kortach twardych, a potem ze wszystkich turniejów aż do końca sezonu. Pod koniec 2023 wypadła poza pierwszy 1000 rankingu, co stanowi najniższą pozycję w grze pojedynczej od czasu dołączenia do WTA Tour w czerwcu 2009. W wywiadzie stwierdziła, że „nie ma zamiaru” wracać do WTA Tour, ponieważ cieszy się z przerwy.

## Historia występów wielkoszlemowych
Legenda
     W, wygrany turniej
     F, przegrana w finale
     SF, przegrana w półfinale
     QF, przegrana w ćwierćfinale
     xR, przegrana w x rundzie
     Qx, przegrana w x rundzie kwalifikacji
     A, brak startu
     NH, turniej nie odbył się

### Występy w grze pojedynczej
| Australian Open        | A   | A   | A   | A   | 2R | 4R | 4R | 3R | QF | 2R | 4R | F  | 4R | 2R | 1R   | 0 / 11 | 27 – 11 |  |  |  |  |  |  |  |  |  |
| French Open            | A   | A   | A   | Q3  | 2R | QF | QF | W  | 4R | SF | 4R | 3R | 1R | 1R | A    | 1 / 10 | 29 – 9  |  |  |  |  |  |  |  |  |  |
| Wimbledon              | A   | A   | A   | Q2  | 2R | 1R | F  | 2R | W  | 2R | 1R | NH | 3R | 1R | A    | 1 / 9  | 18 – 8  |  |  |  |  |  |  |  |  |  |
| US Open                | A   | A   | A   | 1R  | A  | 1R | 2R | 2R | 4R | 2R | 1R | 2R | 4R | 3R | A    | 0 / 10 | 12 – 10 |  |  |  |  |  |  |  |  |  |
|                        |     |     |     |     |    |    |    |    |    |    |    |    |    |    |      |        |         |  |  |  |  |  |  |  |  |  |
| Ranking na koniec roku | 687 | 432 | 249 | 104 | 64 | 21 | 3  | 7  | 2  | 18 | 36 | 15 | 3  | 55 | 1056 | 2 / 40 | 86 – 38 |  |  |  |  |  |  |  |  |  |

### Występy w grze podwójnej
| Australian Open        | A | A | A   | A    | A   | 2R | 2R | A   | A   | A   | A   | A   | A   | A | A | 0 / 2  | 2 – 2   |  |  |  |  |  |  |  |  |  |  |
| French Open            | A | A | A   | A    | 1R  | SF | 1R | A   | A   | A   | A   | A   | A   | A | A | 0 / 3  | 4 – 3   |  |  |  |  |  |  |  |  |  |  |
| Wimbledon              | A | A | A   | A    | 1R  | 3R | 2R | A   | A   | A   | A   | NH  | A   | A | A | 0 / 3  | 3 – 3   |  |  |  |  |  |  |  |  |  |  |
| US Open                | A | A | A   | A    | A   | 3R | 2R | A   | A   | A   | A   | A   | A   | A | A | 0 / 2  | 3 – 2   |  |  |  |  |  |  |  |  |  |  |
|                        |   |   |     |      |     |    |    |     |     |     |     |     |     |   |   |        |         |  |  |  |  |  |  |  |  |  |  |
| Ranking na koniec roku | – | – | 783 | 1019 | 153 | 16 | 16 | 384 | 466 | 493 | 480 | 503 | 585 | – | – | 0 / 10 | 12 – 10 |  |  |  |  |  |  |  |  |  |  |

### Występy w grze mieszanej
Garbiñe Muguruza nigdy nie startowała w rozgrywkach gry mieszanej podczas turniejów wielkoszlemowych.

## Finały turniejów WTA
| Legenda                     | Legenda |
| --------------------------- | ------- |
| Wielki Szlem                |         |
| Igrzyska olimpijskie        |         |
| WTA Tour Championships      |         |
| 2009 – 2020                 |         |
| WTA Premier Mandatory       |         |
| WTA Premier 5               |         |
| WTA Premier                 |         |
| WTA International Series    |         |
| WTA 125K series (2012–2020) |         |
| od 2021                     |         |
| WTA 1000 (obowiązkowe)      |         |
| WTA 1000 (nieobowiązkowe)   |         |
| WTA 500                     |         |
| WTA 250                     |         |
| WTA 125                     |         |

### Gra pojedyncza 17 (10–7)
| Końcowy wynik | Nr  | Data                 | Turniej         | Nawierzchnia | Przeciwniczka      | Wynik finału   |
| ------------- | --- | -------------------- | --------------- | ------------ | ------------------ | -------------- |
| Zwyciężczyni  | 1.  | 11 stycznia 2014     | Hobart          | Twarda       | Klára Zakopalová   | 6:4, 6:0       |
| Finalistka    | 1.  | 1 marca 2014         | Florianópolis   | Twarda       | Klára Zakopalová   | 6:4, 5:7, 0:6  |
| Finalistka    | 2.  | 11 lipca 2015        | Wimbledon       | Trawiasta    | Serena Williams    | 4:6, 4:6       |
| Finalistka    | 3.  | 3 października 2015  | Wuhan           | Twarda       | Venus Williams     | 3:6, 0:3 krecz |
| Zwyciężczyni  | 2.  | 11 października 2015 | Pekin           | Twarda       | Timea Bacsinszky   | 7:5, 6:4       |
| Zwyciężczyni  | 3.  | 4 czerwca 2016       | French Open     | Ceglana      | Serena Williams    | 7:5, 6:4       |
| Zwyciężczyni  | 4.  | 15 lipca 2017        | Wimbledon       | Trawiasta    | Venus Williams     | 7:5, 6:0       |
| Zwyciężczyni  | 5.  | 20 sierpnia 2017     | Cincinnati      | Twarda       | Simona Halep       | 6:1, 6:0       |
| Finalistka    | 4.  | 18 lutego 2018       | Doha            | Twarda       | Petra Kvitová      | 6:3, 3:6, 4:6  |
| Zwyciężczyni  | 6.  | 8 kwietnia 2018      | Monterrey       | Twarda       | Tímea Babos        | 3:6, 6:4, 6:3  |
| Zwyciężczyni  | 7.  | 7 kwietnia 2019      | Monterrey       | Twarda       | Wiktoryja Azaranka | 6:1, 3:1 krecz |
| Finalistka    | 5.  | 1 lutego 2020        | Australian Open | Twarda       | Sofia Kenin        | 6:4, 2:6, 2:6  |
| Finalistka    | 6.  | 7 lutego 2021        | Melbourne       | Twarda       | Ashleigh Barty     | 6:7(3), 4:6    |
| Finalistka    | 7.  | 6 marca 2021         | Doha            | Twarda       | Petra Kvitová      | 2:6, 1:6       |
| Zwyciężczyni  | 8.  | 13 marca 2021        | Dubaj           | Twarda       | Barbora Krejčíková | 7:6(6), 6:3    |
| Zwyciężczyni  | 9.  | 3 października 2021  | Chicago         | Twarda       | Uns Dżabir         | 3:6, 6:3, 6:0  |
| Zwyciężczyni  | 10. | 17 listopada 2021    | Guadalajara     | Twarda       | Anett Kontaveit    | 6:3, 7:5       |

### Gra podwójna 10 (5–5)
| Końcowy wynik | Nr | Data             | Turniej    | Nawierzchnia  | Partnerka               | Przeciwniczki                       | Wynik finału      |
| ------------- | -- | ---------------- | ---------- | ------------- | ----------------------- | ----------------------------------- | ----------------- |
| Zwyciężczyni  | 1. | 12 stycznia 2013 | Hobart     | Twarda        | María-Teresa Torró-Flor | Tímea Babos Mandy Minella           | 6:3, 7:6(5)       |
| Zwyciężczyni  | 2. | 27 kwietnia 2014 | Marrakesz  | Ceglana       | Romina Oprandi          | Katarzyna Piter Maryna Zanewśka     | 4:6, 6:2, 11–9    |
| Finalistka    | 1. | 10 maja 2014     | Madryt     | Ceglana       | Carla Suárez Navarro    | Sara Errani Roberta Vinci           | 4:6, 3:6          |
| Zwyciężczyni  | 3. | 3 sierpnia 2014  | Stanford   | Twarda        | Carla Suárez Navarro    | Paula Kania Kateřina Siniaková      | 6:2, 4:6, 10–5    |
| Finalistka    | 2. | 20 września 2014 | Tokio      | Twarda        | Carla Suárez Navarro    | Cara Black Sania Mirza              | 2:6, 5:7          |
| Finalistka    | 3. | 21 lutego 2015   | Dubaj      | Twarda        | Carla Suárez Navarro    | Tímea Babos Kristina Mladenovic     | 3:6, 2:6          |
| Finalistka    | 4. | 9 maja 2015      | Madryt     | Ceglana       | Carla Suárez Navarro    | Casey Dellacqua Jarosława Szwiedowa | 3:6, 7:6(4), 5–10 |
| Zwyciężczyni  | 4. | 21 czerwca 2015  | Birmingham | Trawiasta     | Carla Suárez Navarro    | Andrea Hlaváčková Lucie Hradecká    | 6:4, 6:4          |
| Zwyciężczyni  | 5. | 26 września 2015 | Tokio      | Twarda        | Carla Suárez Navarro    | Chan Hao-ching Chan Yung-jan        | 7:5, 6:1          |
| Finalistka    | 5. | 1 listopada 2015 | Singapur   | Twarda (hala) | Carla Suárez Navarro    | Martina Hingis Sania Mirza          | 0:6, 3:6          |

## Występy w Turnieju Mistrzyń

### W grze pojedynczej
| Rok  | Rezultat     | Przeciwniczka                                              | Wynik                                      |
| 2015 | Półfinał     | Agnieszka Radwańska                                        | 7:6(5), 3:6, 5:7                           |
| 2016 | Faza grupowa | Karolína Plíšková Agnieszka Radwańska Swietłana Kuzniecowa | 2:6, 7:6(4), 5:7 6:7(1), 3:6 3:6, 6:0, 6:1 |
| 2017 | Faza grupowa | Jeļena Ostapenko Karolína Plíšková Venus Williams          | 6:3, 6:4 2:6, 2:6 5:7, 4:6                 |
| 2021 | Zwycięstwo   | Anett Kontaveit                                            | 6:3, 7:5                                   |

### W grze podwójnej
| Rok  | Rezultat    | Partnerka            | Przeciwniczki              | Wynik    |
| 2014 | Ćwierćfinał | Carla Suárez Navarro | Hsieh Su-wei Peng Shuai    | 4:6, 1:6 |
| 2015 | Finał       | Carla Suárez Navarro | Martina Hingis Sania Mirza | 0:6, 3:6 |

## Wygrane turnieje singlowe ITF
|    | Data       | Turniej         | Kat. | ($)    | Naw.    | Finalistka         | Wynik               |
| 1. | 20/12/2009 | Vinarós         | ITF  | 10 000 | ceglana | Ema Burgić         | 6:2, 3:0 krecz      |
| 2. | 14/02/2010 | Majorka         | ITF  | 10 000 | ceglana | Katarzyna Kawa     | 3:6, 6:2, 6:0       |
| 3. | 24/04/2011 | Torrent         | ITF  | 10 000 | ceglana | Marina Giral Lores | 6:1, 6:3            |
| 4. | 19/06/2011 | Montemor-o-Novo | ITF  | 10 000 | twarda  | Andrea Gámiz       | 6:4, 6:4            |
| 5. | 17/07/2011 | Cáceres         | ITF  | 25 000 | twarda  | Çağla Büyükakçay   | 6:4, 6:3            |
| 6. | 13/11/2011 | Benicarló       | ITF  | 25 000 | ceglana | Elica Kostowa      | 7:6(3), 6:7(4), 6:3 |
| 7. | 18/03/2012 | Clearwater      | ITF  | 25 000 | twarda  | Grace Min          | 6:0, 6:1            |

## Występy w igrzyskach olimpijskich

### Gra pojedyncza
| Runda                                                                                  | Przeciwniczka                                        | Wynik    |
| -------------------------------------------------------------------------------------- | ---------------------------------------------------- | -------- |
|                                                                                        |                                                      |          |
| Letnie Igrzyska Olimpijskie w Rio de Janeiro 2016, reprezentując państwo Hiszpania [3] |                                                      |          |
| I runda                                                                                | Rumunia: Andreea Mitu                                | 6:2, 6:2 |
| II runda                                                                               | Japonia: Nao Hibino                                  | 6:1, 6:1 |
| III runda                                                                              | Portoryko: Mónica Puig                               | 1:6, 1:6 |
|                                                                                        |                                                      |          |
| Letnie Igrzyska Olimpijskie w Tokio 2020, reprezentując państwo Hiszpania [7]          |                                                      |          |
| I runda                                                                                | Rosyjski Komitet Olimpijski: Wieronika Kudiermietowa | 7:5, 7:5 |
| II runda                                                                               | Chiny: Wang Qiang                                    | 6:3, 6:0 |
| III runda                                                                              | Belgia: Alison Van Uytvanck                          | 6:4, 6:1 |
| Ćwierćfinał                                                                            | Kazachstan: Jelena Rybakina [15]                     | 5:7, 1:6 |

### Gra podwójna
| Runda                                                                              | Partnerka                | Przeciwniczki                                        | Wynik          |
| ---------------------------------------------------------------------------------- | ------------------------ | ---------------------------------------------------- | -------------- |
|                                                                                    |                          |                                                      |                |
| Letnie Igrzyska Olimpijskie w Rio de Janeiro 2016, reprezentując państwo Hiszpania |                          |                                                      |                |
| I runda                                                                            | Carla Suárez Navarro [4] | Brazylia: Paula Cristina Gonçalves / Teliana Pereira | 7:6(6), 6:2    |
| II runda                                                                           | Carla Suárez Navarro [4] | Belgia: Kirsten Flipkens / Yanina Wickmayer [Alt]    | 7:5, 2:6, 6:2  |
| III runda                                                                          | Carla Suárez Navarro [4] | Rosja: Jekatierina Makarowa / Jelena Wiesnina [7]    | 3:6, 4:6       |
|                                                                                    |                          |                                                      |                |
| Letnie Igrzyska Olimpijskie w Tokio 2020, reprezentując państwo Hiszpania          |                          |                                                      |                |
| I runda                                                                            | Carla Suárez Navarro     | Belgia: Elise Mertens / Alison Van Uytvanck          | 6:3, 7:6(4)    |
| II runda                                                                           | Carla Suárez Navarro     | Szwajcaria: Belinda Bencic / Viktorija Golubic       | 6:3, 1:6, 9–11 |

### Gra mieszana
| Runda                                                                              | Partner          | Przeciwnicy                             | Wynik    |
| ---------------------------------------------------------------------------------- | ---------------- | --------------------------------------- | -------- |
|                                                                                    |                  |                                         |          |
| Letnie Igrzyska Olimpijskie w Rio de Janeiro 2016, reprezentując państwo Hiszpania |                  |                                         |          |
| I runda                                                                            | Rafael Nadal [3] | Czechy: Lucie Hradecká / Radek Štěpánek | walkower |

## Zwycięstwa nad zawodniczkami klasyfikowanymi w danym momencie w czołowej dziesiątce rankingu WTA
Stan na 07.10.2023
| Sezon      | 2008 | 2009 | 2010 | 2011 | 2012 | 2013 | 2014 | 2015 | 2016 | 2017 | 2018 | 2019 | 2020 | 2021 | 2022 | 2023 |
| Zwycięstwa | 0    | 0    | 0    | 0    | 1    | 1    | 3    | 9    | 4    | 8    | 2    | 3    | 3    | 7    | 0    | 0    |

| #    | Zawodnik             | Ranking | Turniej                             | Nawierzchnia | Runda | Wynik             |
| ---- | -------------------- | ------- | ----------------------------------- | ------------ | ----- | ----------------- |
| 2012 |                      |         |                                     |              |       |                   |
| 1.   | Wiera Zwonariowa     | Nr 9    | Miami, Stany Zjednoczone            | Twarda       | 2R    | 6:4, 6:3          |
| 2013 |                      |         |                                     |              |       |                   |
| 2.   | Caroline Wozniacki   | Nr 9    | Miami, Stany Zjednoczone            | Twarda       | 3R    | 6:2, 6:4          |
| 2014 |                      |         |                                     |              |       |                   |
| 3.   | Caroline Wozniacki   | Nr 9    | Australian Open, Australia          | Twarda       | 3R    | 4:6, 7:5, 6:3     |
| 4.   | Serena Williams      | Nr 1    | French Open, Francja                | Ceglana      | 2R    | 6:2, 6:2          |
| 5.   | Simona Halep         | Nr 2    | Wuhan, Chiny                        | Twarda       | 2R    | 2:6, 6:2, 6:3     |
| 2015 |                      |         |                                     |              |       |                   |
| 6.   | Agnieszka Radwańska  | Nr 6    | Sydney, Australia                   | Twarda       | 2R    | 3:6, 7:6(4), 6:2  |
| 7.   | Agnieszka Radwańska  | Nr 8    | Dubaj, Zjednoczone Emiraty Arabskie | Twarda       | 3R    | 6:4, 6:2          |
| 8.   | Angelique Kerber     | Nr 10   | Wimbledon, Wielka Brytania          | Trawiasta    | 3R    | 7:6(12), 1:6, 6:2 |
| 9.   | Caroline Wozniacki   | Nr 5    | Wimbledon, Wielka Brytania          | Trawiasta    | 4R    | 6:4, 6:4          |
| 10.  | Ana Ivanović         | Nr 9    | Wuhan, Chiny                        | Twarda       | 3R    | 4:6, 6:1, 6:0     |
| 11.  | Agnieszka Radwańska  | Nr 8    | Pekin, Chiny                        | Twarda       | SF    | 4:6, 6:3, 6:4     |
| 12.  | Lucie Šafářová       | Nr 9    | WTA Finals, Singapur                | Twarda       | RR    | 6:3, 7:6(4)       |
| 13.  | Angelique Kerber     | Nr 7    | WTA Finals, Singapur                | Twarda       | RR    | 6:4, 6:4          |
| 14.  | Petra Kvitová        | Nr 5    | WTA Finals, Singapur                | Twarda       | RR    | 6:4, 4:6, 7:5     |
| 2016 |                      |         |                                     |              |       |                   |
| 15.  | Roberta Vinci        | Nr 8    | Puchar Federacji, Hiszpania         | Ceglana      |       | 6:2, 6:2          |
| 16.  | Timea Bacsinszky     | Nr 10   | Rzym, Włochy                        | Ceglana      | QF    | 7:5, 6:2          |
| 17.  | Serena Williams      | Nr 1    | French Open, Francja                | Ceglana      | F     | 7:5, 6:4          |
| 18.  | Swietłana Kuzniecowa | Nr 9    | WTA Finals, Singapur                | Twarda       | RR    | 3:6, 6:0, 6:1     |
| 2017 |                      |         |                                     |              |       |                   |
| 19.  | Swietłana Kuzniecowa | Nr 9    | Brisbane, Australia                 | Twarda       | QF    | 7:5, 6:4          |
| 20.  | Elina Switolina      | Nr 10   | Indian Wells, Stany Zjednoczone     | Twarda       | 4R    | 7:6(5), 1:6, 6:0  |
| 21.  | Angelique Kerber     | Nr 1    | Wimbledon, Wielka Brytania          | Trawiasta    | 4R    | 4:6, 6:4, 6:4     |
| 22.  | Swietłana Kuzniecowa | Nr 8    | Wimbledon, Wielka Brytania          | Trawiasta    | QF    | 6:3, 6:4          |
| 23.  | Swietłana Kuzniecowa | Nr 8    | Cincinnati, Stany Zjednoczone       | Twarda       | QF    | 6:2, 5:7, 7:5     |
| 24.  | Karolína Plíšková    | Nr 1    | Cincinnati, Stany Zjednoczone       | Twarda       | SF    | 6:3, 6:2          |
| 25.  | Simona Halep         | Nr 2    | Cincinnati, Stany Zjednoczone       | Twarda       | F     | 6:1, 6:0          |
| 26.  | Jeļena Ostapenko     | Nr 7    | WTA Finals, Singapur                | Twarda       | RR    | 6:3, 6:4          |
| 2018 |                      |         |                                     |              |       |                   |
| 27.  | Caroline Garcia      | Nr 7    | Doha, Katar                         | Twarda       | QF    | 3:6, 6:1, 6:4     |
| -    | Simona Halep         | Nr 2    | Doha, Katar                         | Twarda       | SF    | walkower          |
| 28.  | Caroline Garcia      | Nr 7    | Dubaj, Zjednoczone Emiraty Arabskie | Twarda       | QF    | 7:5, 6:2          |
| 2019 |                      |         |                                     |              |       |                   |
| 29.  | Serena Williams      | Nr 10   | Indian Wells, Stany Zjednoczone     | Twarda       | 3R    | 6:3, 1:0 krecz    |
| 30.  | Kiki Bertens         | Nr 7    | Indian Wells, Stany Zjednoczone     | Twarda       | 4R    | 5:7, 6:1, 6:4     |
| 31.  | Elina Switolina      | Nr 9    | French Open, Francja                | Ceglana      | 3R    | 6:3, 6:3          |
| 2020 |                      |         |                                     |              |       |                   |
| 32.  | Elina Switolina      | Nr 5    | Australian Open, Australia          | Twarda       | 3R    | 6:1, 6:1          |
| 33.  | Kiki Bertens         | Nr 10   | Australian Open, Australia          | Twarda       | 4R    | 6:3, 6:3          |
| 34.  | Simona Halep         | Nr 3    | Australian Open, Australia          | Twarda       | SF    | 7:6(8), 7:5       |
| 2021 |                      |         |                                     |              |       |                   |
| 35.  | Sofia Kenin          | Nr 4    | Melbourne, Australia                | Twarda       | QF    | 6:2, 6:2          |
| 36.  | Aryna Sabalenka      | Nr 8    | Doha, Katar                         | Twarda       | 2R    | 6:2, 6:7(5), 6:3  |
| 37.  | Aryna Sabalenka      | Nr 8    | Dubaj, Zjednoczone Emiraty Arabskie | Twarda       | QF    | 3:6, 6:3, 6:2     |
| 38.  | Anett Kontaveit      | Nr 8    | WTA Finals, Meksyk                  | Twarda       | RR    | 6:4, 6:4          |
| 39.  | Barbora Krejčíková   | Nr 3    | WTA Finals, Meksyk                  | Twarda       | RR    | 2:6, 6:3, 6:4     |
| 40.  | Paula Badosa         | Nr 10   | WTA Finals, Meksyk                  | Twarda       | SF    | 6:3, 6:3          |
| 41.  | Anett Kontaveit      | Nr 8    | WTA Finals, Meksyk                  | Twarda       | F     | 6:3, 7:5          |